# Liste der Monuments historiques in Torpes (Doubs)
Die Liste der Monuments historiques in Torpes führt die Monuments historiques in der französischen Gemeinde Torpes auf.

## Liste der Immobilien
| Bezeichnung       | Beschreibung | Standort              | Kennzeichnung | Schutzstatus   | Datum     | Bild           |
| ----------------- | --- | --------------------- | ------------- | -------------- | --------- | -------------- |
| Château de Torpes | Schloss, zweite Hälfte des 18. Jahrhunderts, Architekt Jean-Joseph Galezot; mit den Wirtschaftsgebäuden, dem Ehrenhof, der Parkanlage und Teilen der Innenausstattung | Rue du Château (Lage) | PA00101730    | Inscrit Classé | 1992 1993 | weitere Bilder |